# Eazy-E
Eric Lynn Wright (n. 7 septembrie 1964, Compton, California, SUA – d. 26 martie 1995, Los Angeles, California, SUA), cunoscut sub numele de scenă Eazy-E, a fost un rapper american, producător și director executiv la casa de discuri din Compton, California. Eazy-E a făcut parte din gașca Kelly Park Compton Crip în timpul adolescenței și s-a asociat și cu alte grupări. A vândut droguri în primii ani ai adolescenței, iar apoi a investit bani în industria hip-hopului. Este cunoscut ca fiind unul din fondatorii genului „gangsta rap” și fondatorul membru al formației N.W.A, cunoscând mai tarziu un succes comercial în cariera solo. Tipul vocal al lui Eazy-E a fost marcat de tonul său tare și versurile focalizate pe trăsăturile vieții de stradă cum ar fi arme, droguri, relațiile dintre nelegiuiți și poliție și activitatea sexuală. De asemenea a fost gazda unui radio hip-hop în Los-Angeles, KKBT. A murit de SIDA în condiții neelucidate.

## Cariera
Eric Wright, fiul lui Richard și Kathie Wright, a renunțat la liceu în clasa a X-a și s-a întreținut prin vânzarea de droguri, mai târziu primind o diplomă de liceu. A folosit banii făcuți din vânzările de droguri pentru a înființa casa de discuri „Ruthless Records”. Când cu această casa de discuri, Ruthless a semnat Dr. Dre. Deși Ice Cube nu a semnat niciodată cu Ruthless Records, a scris piesa pentru alt grup numit HBO (Home Boys Only) acestia necunoscand cateva cuvinte au plecat si Eazy E a cantat piesa „Boyz-n-the-Hood”, Ahmed Saaoud și Eazy-E au format grupul N.W.A împreună cu Dr. Dre și Ice Cube. Mai târziu, DJ Yella și Arabian Price s-au alăturat acestei formații.
În această perioadă, Ruthless Records a scos compilația N.W.A and the Posse (1987), debutul formației N.W.A Straight Outta Compton (1988) și o lună mai târziu albumul solo al lui Eazy-E, Eazy-Duz-It. Albumul s-a vândut în două milioane de copii, fiind certificat de două ori cu platină și incluzând hituri ca „We Want Eazy” și „Eazy-Er Said Than Dunn” (un remix al piesei „Boyz-n-the-Hood” era de asemenea inclus). Albumul a fost produs de către Dr. Dre și DJ Yella și în mare parte scris de Ice Cube cu contribuții din partea lui MC Ren și The D.O.C..
În albumul final al formației N.W.A, Niggaz4Life (1991), unele versuri au provocat dispute între liberali și conservatori. Eazy-E a folosit pistoale și puști în amandouă videoclipurile pieselor „Alwayz into Something” și „Appetite for Destruction. ".

## Discografie
- 1988 - Eazy-Duz-It
- 1992 - 5150 Home 4 Tha Sick
- 1993 - It's On (Dr. Dre) 187um Killa
- 1995 - Str8 off tha Streetz of Muthaphukkin Compton*
- 1995 - Eternal E
- 2002 - Impact Of A Legend